# Сазиас, Леони
Леони Сазиас (фр. Léonie Sazias, 27 июля 1957, Роттердам, Южная Голландия — 3 октября 2022, Хилверсюм, Северная Голландия) — французско-нидерландская телеведущая и политик. Она была депутатом парламента с 2017 по 2021 год.

## Биография
У Сазиас было французское гражданство, а позже она получила также гражданство Нидерландов.
После успешного кинопробы она начала работать телеведущей в Veronica. Позже она работала в AVRO, TROS, RTL 4 и FOX. Вела различные программы, в том числе ток-шоу AVRO Ruud en Leonie с Руудом тер Вейденом в 1985 и 1986 годах. Она была наиболее известна по De Ojevaarsjo en Dierenmanieren, где работала вместе с Мартином Гаусом.
Сазиас заняла второе место в списке политической партии 50 PLUS на парламентских выборах 2017 года, уступив лидеру партии Хенку Кролу. В ходе избирательной кампании 2017 года она не смогла активно участвовать; у неё диагностировали рак толстой кишки. После того, как 50PLUS получила четыре места в Палате представителей Нидерландов, она стала членом парламента с 23 марта 2018 года. В ноябре 2018 года она ушла на больничный и вернулась 26 июня 2019 года. Она участвовала в парламентских выборах 2021 года.
Сазиас умерла 3 октября 2022 года в возрасте 65 лет.